# Un flic (série télévisée)
Pour les articles homonymes, voir Un flic.
Un flic est une série télévisée française créée par Hugues Pagan et diffusée et rediffusée du 2 février 2007 au 18 septembre 2015 sur France 2 puis rediffusée sur Jimmy du 6 juin 2012 au 13 juin 2015, sur 13e rue du 3 novembre 2015 au 29 mai 2017, sur Polar+ et sur Numéro 23 entre le 31 octobre 2016 et le 23 juin 2017.

## Synopsis
Cette série met en scène les enquêtes de Schneider, un policier tourmenté mais d'une intégrité inébranlable. 

## Fiche technique
Réalisation : 
- Frédéric Tellier pour la saison 1 ;
- Patrick Dewolf pour les saisons suivantes.

Scénaristes :
- Hugues Pagan ;
- Marc Rosati (sauf pour le premier épisode).
- Compositeur épisodes 1/2/3/4 et Thème du générique de Christophe La Pinta

## Distribution
- Gaëtan Kondzot : Schneider (saison 1)
- Alex Descas : Schneider (à partir de la saison 2)
- Marie-Gaëlle Cals : Alex
- François Caron : Tourneur
- Cyril Lecomte : Campana

## Épisodes
Entre crochets sont donnés les numéros absolus des épisodes (d'après la date de première diffusion donnée par IMDB et indépendamment des saisons).

### Saison 1 (2007)
1. [1] Confusion des peines
2. [2] Affaire réservée
3. [3] Dream team

### Saison 2 (2008)
1. [4] Bruit numérique
2. [5] Ligne de fuite

### Saison 3 (2009)
1. [6] Dancers
2. [7] Faux semblants

### Saison 4 (2010)
1. [8] Calibre Caraïbes
2. [9] Permission de sortie

### Saison 5 (2011)
1. [10] Pink panthers
2. [11] Jackpot

### Saison 6 (2012)
1. [12] La veuve noire
2. [13] Poker menteur

## Commentaires
Le 16 février 2012, France 2 a annulé la série, faute d'audiences. Par contre, un épisode a été tourné en mai 2012.
Les 14 décembre 2012 et  21 décembre 2012 sont en fait diffusés les épisodes 12 et 13 ce qui semble montrer que la série n'était pas tout à fait terminée.
La répartition des épisodes dans les saisons est assez floue :
- sur Allociné, il y a 4 saisons avec respectivement 3, 2, 4 et 4 épisodes ;
- sur IMDB, il y a 6 saisons avec respectivement 1, 2, 4, 2, 2, 2 épisodes ;
- si on se réfère aux dates de diffusion (d'après IMDB), il y a 6 saisons (ou 5 si on regroupe les deux premières) :
  - 2007 : épisode 1 ;
  - 2008 : épisodes 2 et 3 ;
  - 2009 : épisodes 4, 5 et 6 ;
  - 2010 : épisodes 7, 8 et 9 ;
  - 2011 : épisodes 10 et 11 ;
  - 2012 : épisodes 12 et 13.

En outre, en ce qui concerne les épisodes 6 et 7, il y a inversion d'après certains sites.